# Útgarða-Loki
Útgarða-Loki (Utgarda-Loki, Útgardaloki, Utgard-Loki ou Utgardloki) est un géant qui est le maître du château d'Utgard (Extérieur) dans le Jötunheim, le monde des géants, de la mythologie nordique. 

## Nom
Son nom signifie littéralement « Loki de l'extérieur », « Loki du monde extérieur » pour le distinguer de Loki ou peut-être pour signifier qu'il s'agit d'un double de Loki. Rudolf Simek rappelle que ce nom est récent : le géant se nomme initialement Skrýmir "vantard" ce qui le rapproche également du Loki trickster.
Le composé islandais Útgarðaloki s'interprête, selon Jean Haudry, par une désignation du nom du feu comme « verrou du domaine extérieur ». Útgarða-Loki est originellement un Feu gardien qui protège le monde des dieux, dont il est le portier. Si, dans la forme que lui a donné Snorri, la légende comporte des éléments récents, son contenu ne l'est pas.

## Attestations

### Edda de Snorri

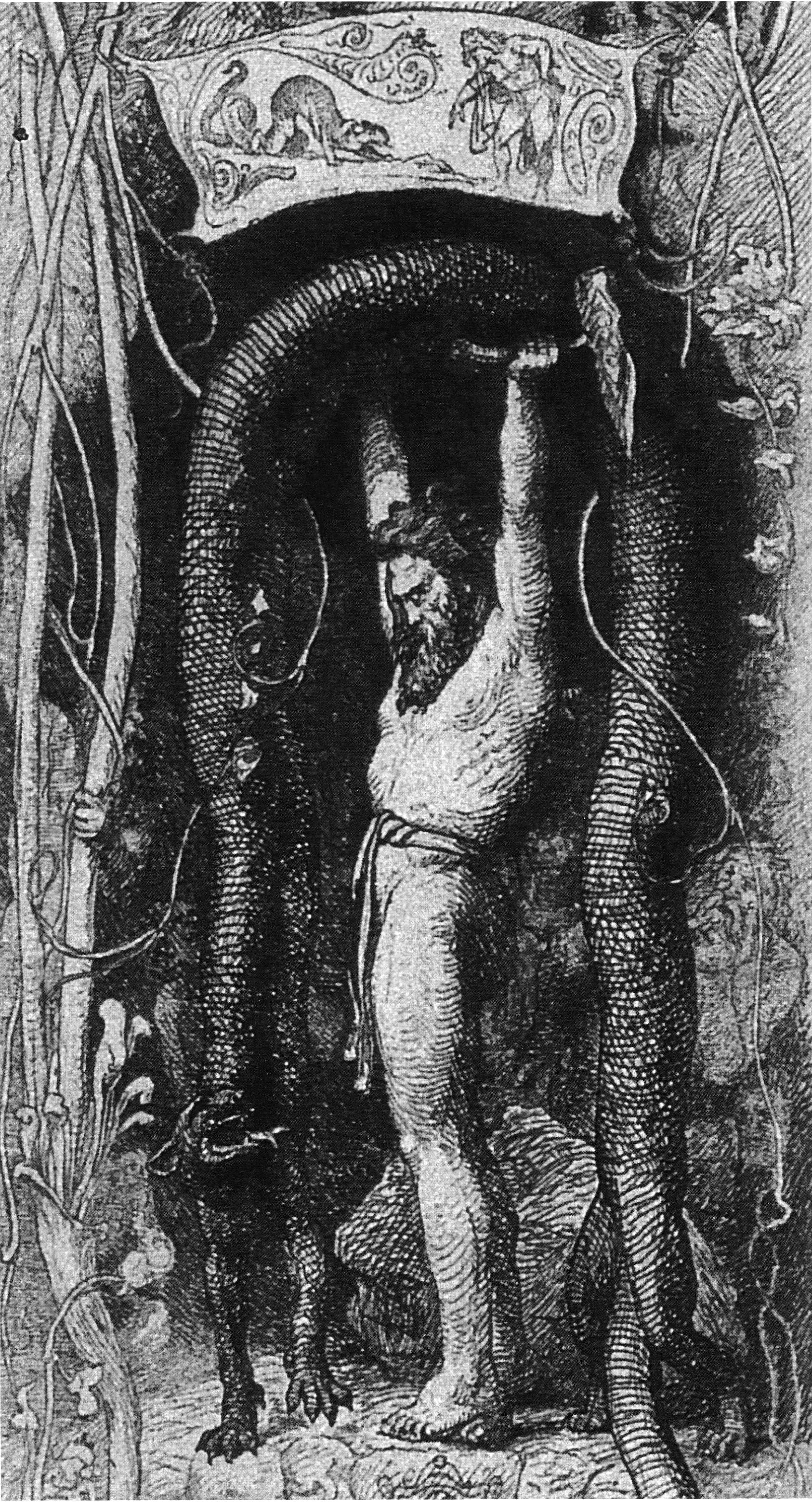
Thor levant la patte du chat réalisé par Lorenz Frølich en 1872

Dans le Gylfaginning de l'Edda de Snorri écrite par Snorri Sturluson au XIIIe siècle, Thor, Thjálfi et Loki rencontrèrent un géant nommé Skrýmir avec qui ils se rendirent à Utgard où ils participèrent à de nombreux concours organisés par Útgarða-Loki. Les concours étaient tous truqués. Loki a participé à un concours où il devait manger plus que la personnification du feu: Logi,. Thjálfi a dû prendre part à une course contre Hugi, la pensée elle-même de Útgarða-Loki,. Thor a dû lutter contre la vieillesse personnifiée dénommé Elli. Il a aussi été mis au défi de lever un chat dont il n'a pu lever que la patte ; le chat était en fait le Jörmungand. Finalement, Thor a participé à un concours de beuverie, mais sa corne n'était pas remplie avec de l'hydromel, mais était plutôt directement reliée à l'océan.

### Geste des Danois
Dans la Geste des Danois, un navire fait face à de violentes bourrasques de vent et les marins à bord font des sacrifices afin d'obtenir des faveurs pour une température plus clémente à différents dieux dont Utgarthilocus. Plus tard, une expédition dans le monde des géants menée par Thorkillus témoigne avoir été devant une salle ténébreuse et repoussante dans laquelle on pouvait apercevoir Útgarða-Loki avec les mains et les pieds liées avec des poids de fer. Ses cheveux étaient longs et raides comme du bois de cornouiller. Bref, le géant est enchaîné dans une grotte.